# Kausea Natano

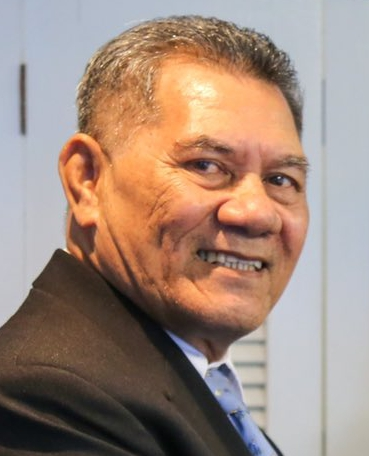

Kausea Natano (* 5. Juli 1957) ist ein tuvaluischer Politiker, der vom 19. September 2019 bis zum 26. Februar 2024 als 13. Premierminister von Tuvalu amtierte. Er ist auch Abgeordneter von Funafuti, nachdem er im Kabinett des ehemaligen Premierministers Willy Telavi als stellvertretender Premierminister und Minister für Kommunikation tätig war.

## Laufbahn
Bevor er in die Politik ging, war Natano Direktor des Zollamtes von Tuvalu und diente auch als stellvertretender Sekretär im Ministerium für Geld- und Wirtschaftsplanung. Natano ist seit 2002 Abgeordneter in der Fale i Fono. Er war eines von sieben Mitgliedern, die bei der Wahl 2006 wiedergewählt wurden, bei der er 340 Stimmen erhielt. Nach der Wahl wurde er zum Minister für öffentliche Versorgungsbetriebe und Industrie im Kabinett von Premierminister Apisai Ielemia ernannt.
Bei den Parlamentswahlen 2010 wurde er wieder ins Parlament gewählt. Danach kandidierte er für die Premierministerwahl und erhielt sieben Stimmen von den Abgeordneten, womit er an Maatia Toafa knapp scheiterte, der acht Stimmen erhielt. Im Dezember 2010 wurde die Regierung von Toafa in einem Misstrauensantrag abgesetzt, und Willy Telavi wurde zum Premierminister gewählt. Natano gehörte zu den Befürwortern Telavis, was seinen Beitritt ins Kabinett ermöglichte. Mit der Ernennung seines Kabinetts am 24. Dezember wurde Natano zum Minister für Kommunikation und zum stellvertretenden Premierminister ernannt.
Nachdem Premierminister Telavi am 1. August 2013 von Generalgouverneur Sir Iakoba Italeli im Rahmen einer politischen Krise abgesetzt wurde (Telavi hatte versucht, ohne die Unterstützung des Parlaments zu regieren), wurden Natano und der Rest des Kabinetts einen Tag später vom Parlament abgewählt, wo die Opposition nun eine klare Mehrheit hatte. Bei der Parlamentswahl 2015 wurde er wiedergewählt. Nach den Parlamentswahlen 2019 in Tuvalu, am 19. September 2019, wählten die Abgeordneten Natano mit einer 10-zu-6-Mehrheit zum Premierminister.